# كمال الدين الطائي
كمال الدين الطائي (1322 - 1397هـ)، (1904 - 12 أغسطس 1977)، فقيه حنفي وصحفي عراقي في القرن الرابع عشر الهجري/العشرين الميلادي.

## حياته
ولد كمال الدین بن عبد المحسن آل بكتاش الطائي في بغداد سنة 1322 هـ/ 1904م. وتعلم القرآن وهو صغير في الكتاتيب ثم دخل المدرسة العسكرية العثمانية وتخرج من المدرسة العسكرية التركية وواصل دراستهُ الفقهية والأدبية على والدهِ (1857- 1945) مدرس جامع المصرف وخطيب جامع علي أفندي. ثم على يد الشيخ عبد الوهاب النائب والشيخ قاسم القيسي، وعلى يد كبار العلماء في بغداد، وحصل على الإجازة العلمية، وعين بمنصب أمام وخطيب في جامع منورة خاتون ثم جامع شهاب الدين عام 1930، واختير محاضراً في الدار العلوم العربية والدينية سنة 1932، ثم نقل إلى الجامع النعماني سنة 1937، ثم نقل إلى جامع المرادية، وكان واعظاً وخطيباً في عدة جوامع، واشترك في تأسيس جمعيات خيرية ودينية في العراق، ومنها جمعية الآداب الإسلامية وجمعية الشبان المسلمين وجمعية الهداية الإسلامية ونادي الإرشاد.  

تولی تحرير المجلات التي أصدرتها جمعية الهداية الإسلامية: الهداية‌ (مايو 1930)، صدى الإسلام (ديسمبر 1930)، الصراط المستقيم (1931)، تنوير الأفكار (1932)، الاعتصام (1932)، الكفاح (1934)، لسان الهداية (1935). أصدر مجلة دينية باسم الذكرى (1935) ورئس تحرير مجلة الراية لصاحبها نهاد الزهاوي في 1936.

اعتقل في 1 نوفمبر 1941 وأبعد إلى لواء العمارة والفاو وسامراء وبقي في الاعتقال ثلاث سنوات. وفي شهر آيلول/ سبتمبر 1947. وتولى رئاسة تحرير مجلة الكفاح لجمعية الآداب الإسلامية. ثم عين مدرساً في مدرسة عاتكة خاتون في الحضرة القادرية سنة 1960. ومارس مهنة التدريس في كلية الشريعة في الأعظمية، وعين عضواً في المجلس العلمي التابع لمديرية الأوقاف في سنة 1966، واختير عضواً في مجلس الأوقاف الأعلى لمدة ثمان سنوات حتى وفاته في 12 أغسطس 1977 ببغداد.

## وفاته
كان الشيخ كمال الدين من سكنة منطقة الصليخ في بغداد، وعند رجوعهِ إلى بيتهِ بواسطة حافلات نقل الركاب تحركت السيارة عند نزولهِ منها فسقط على الأرض وكسرت ساقه، وادخل مستشفى الكرخ للمعالجة وتوفي قي يوم الجمعة 26 شعبان 1397 هـ، 12 آب 1977م، وشيع جثمانه بموكب مهيب بالدفوفِ والأعلام إلى جامع الإمام الأعظم في الأعظمية، وصلي عليهِ صلاة الجنازة ثم نقل إلى مقبرة الحضرة القادرية حيث دفن هناك. وقد أقيم مجلس العزاء في جامع الإمام الأعظم وأقيم لهُ تأبين في قاعة النعمان بالأعظمية أشاد فيهِ الخطباء والشعراء بمزاياه ومآثره وألقى في تأبينه الشاعر خالد الشواف قصيدة طويلة.

## مكتبته ومؤلفاته
كان للشيخ كمال الدين مؤلفات شرعية وأدبية بالإضافة إلى البحوث والمقالات في الصحف والمجلات العراقية، وكانت لهُ مكتبة ضخمة ورثها عن أبيه وأضاف لها المراجع وأمهات الكتب الدينية وتعتبر من أشهر المكتبات الخاصة في بغداد وقد أشترتها وزارة الأوقاف بعد وفاتهِ وضمتها إلى خزائن مكتبتها، ومن أهم مؤلفاته المطبوعة:
- الذكرى المحمدية: في عشرة أجزاء، 1932-41.
- الفقر في الإسلام.
- موجز البيان في مباحث علوم القرآن
- قواعد التلاوة
- من هدي النبوة
- من هدي الجمعة
- كيف عالج الإسلام مشكلة الفقر
- التوحيد والفرق المعاصرة
- علوم الحديث وأصوله

## وصلات خارجية
- الحركة الإسلامیة المعاصرة في العراق، كمال الدین الطائي أنموذجاً